# قسموس شعري
قسموس شعري (الاسم العلمي:Cosmos pilosus) هو نوع من النباتات يتبع جنس القسموس من الفصيلة النجمية.